# Luis María Fernández de Córdoba y Gonzaga
Luis María Fernández de Córdoba y Gonzaga (Madrid, 17 d'abril de 1749-Madrid, 12 de novembre de 1806) va ser un noble castellà, XIII duc de Medinaceli.
Entre altres coses, va fer fabricar un naixement del pessebre d'estil napolità en tres tandes, entre el 1784 i el 1790. Es tracta de 200 figures de fusta.

## Família
Celebrar nupcies a (Madrid), 06/02/1764 amb Joaquina María de Benavides y Pacheco III Duquesa de Santisteban del Puerto. Amb aquest casament va ampliar el poder de la Casa de Medinaceli, que va assumir el ducat de Santiesteban del Puerto i el marquesat de Solera, entre d'altres.
Van tenir el fill Luis Joaquín Fernández de Córdoba y Benavides, que es casaria amb María de la Concepción Ponce de León y Carvajal (1783 - 1856). Van tenir dos fills més, que van morir molt petits: Joaquina (1778 - c. 1780) i Pedro de Alcántara (1776 - 1778).

## Títols nobiliaris[5]
1768 - 1789
- XI Marqués de Cogolludo

1769 - 1789
- X Marqués de Montalbán
- XVII Comte de Osona
- X Marqués de Villalba

1789 - 1806
- IX Marqués de Alcalá de la Alameda
- XI Duc de Alcalá de los Gazules
- XIV Comte de Alcoutim
- Comte de Ampudia
- XLVII Comte de Ampurias
- XXI Senyor de Arcos de Jalón
- IX Marqués de Aytona
- XLI Vescomte de Bas
- XIX Comte de Buendía
- XXXIX Vescomte de Cabrera
- X Duc de Camiña
- XV Duc de Cardona
- XII Marqués de Comares
- XIV Marqués de Denia
- XVIII Senyor de Enciso
- XXXI Senyor de la Baronía de Entenza
- XII Duc de Feria
- XIV Comte de Los Molares
- XVII Senyor de Luzón
- XIII Duc de Medinaceli
- XV Marqués de Pallars
- XXI Comte de Prades
- XII Marqués de Priego
- Marqués de Puebla de Castro
- XII Comte de Santa Gadea
- XIV Duc de Segorbe
- XVII Senyor de Somaén
- XIV Marqués de Tarifa
- XII Comte de Valenza i Valladares
- XXXVII Vescomte de Vilamur
- XIV Marqués de Villa Real
- X Marqués de Villafranca